# Oldřich Blažíček
Oldřich Blažíček (né le 5 janvier 1887 à Nové Město na Moravě – mort le 3 mai 1953 à Prague) est un peintre tchèque.